# LT1
 (janvier 2022).
Si vous disposez d'ouvrages ou d'articles de référence ou si vous connaissez des sites web de qualité traitant du thème abordé ici, merci de compléter l'article en donnant les références utiles à sa vérifiabilité et en les liant à la section « Notes et références ».
LT1 est une chaîne de télévision autrichienne, privée, régionale dont le siège se trouve à Linz (Haute-Autriche).

## Histoire
En 1996, la diffusion de télévisions privées par le câble est juridiquement possible. Wolf Dieter Holzhey remporte l'appel d'offres pour une licence sur Wels et son district. Fondée en juillet 1996, WT1 est l'une des premières chaînes de télévision régionales privées en Autriche.
En 2000, Wolf Dieter Holzhey rachète "Privatfernsehen GmbH" auquel appartient TV3 qui émet localement sur Linz. En 2001, la chaîne devient TV3 LT1. Dans le même temps, la programmation passe d'un rythme hebdomadaire à quotidien. Environ 125 000 ménages, soit près de 335 000 téléspectateurs, peuvent recevoir la chaîne.
En avril 2003, la chaîne a accès à la diffusion terrestre. LT1 peut alors atteindre 550 000 personnes dans l'est de la Haute-Autriche et l'ouest de la Basse-Autriche par l'antenne et le câble. Avec l'acquisition de 70 % des actions de MV Fernsehen und Medien GmbH (les télévisions régionales MT1, FT1 et RT1), la chaîne peut se diffuser sur les districts de Freistadt, Rohrbach, Urfahr-Umgebung et Perg. En 2005, elle possède toutes les actions.
Le 27 juin 2007, LT1 commence sa diffusion via la DVB-T, d'abord pour des essais, dans le canal 41 depuis l'Émetteur de Lichtenberg. Le 30 mars 2010, elle passe sur le canal 51.
Le présentateur Dietmar Maier est depuis octobre 2007 directeur des programmes et depuis 2009, directeur adjoint de LT1. Wolf Dieter Holzhey demeure le PDG.

## Couverture et programmes
LT1 émet sur la Haute-Autriche et propose un programme quotidien de 30 minutes. Elle est regardée tous les jours par 110 000 personnes (selon IMAS Studie, juni 2011). La couverture peut atteindre 1,4 million de personnes dans un rayon de 30 à 50 km autour de l'antenne de Lichtenberg. La diffusion se fait par le satellite, le câble, la DVB-T, A1 Telekom Austria et Internet.
Un programme d'actualités régionale est proposée chaque jour à 18 heures.

### Réception
Via le satellite, dans la norme DVB-S, LT1 peut être reçue sur les fréquences suivantes :
- ASTRA 19,2°
- Transponder 115
- Downlink-Frequenz 12,662 75 GHz
- Symbolrate (MS/s): 22000
- Fehlerschutz (FEC): 5/6
- Polarisation: Horizontal

## Source, notes et références
- (de) Cet article est partiellement ou en totalité issu de l’article de Wikipédia en allemand intitulé « LT1 » (voir la liste des auteurs).